# Caffè Cortina
Caffè Cortina è il secondo EP dei Non voglio che Clara pubblicato nel 2003 e prodotto da Fabio De Min e i Non voglio che Clara.

## Tracce
1. Quello con la telecamera
2. I piani per il sabato sera
3. Le paure
4. Se ti senti sola

## Formazione
- Fabio De Min: voce, chitarra e piano
- Matteo Visigalli: basso
- Stefano Scariot: chitarre
- Fabio Tesser: batteria

Altri Componenti
- Nicola Manzan: violino
- Andrea Pellizzari: violoncello